# María Teresa Fernández de la Vega
María Teresa Fernández de la Vega Sanz (ur. 15 czerwca 1949 w Walencji) – hiszpańska polityk, prawniczka i urzędnik państwowy, parlamentarzystka, w latach 2004–2010 wicepremier.

## Życiorys
Urodziła się w rodzinie frankistowskiego urzędnika. Ukończyła prawo na Uniwersytecie Complutense w Madrucie, następnie doktoryzowała się na Uniwersytecie Barcelońskim. W 1974 podjęła pracę w Cuerpo de Secretarios Jurídicos Laborales, korpusie prawników należących do służby cywilnej. W 1982 została szefem gabinetu ministra sprawiedliwości, a w 1985 dyrektorem generalnym w tym resorcie. Od 1988 była zatrudniona w administracji Rady Głównej Władzy Sądowniczej, a w 1990 powołana w skład tej instytucji przez hiszpański Senat.
Była przeciwniczką frankizmu, do 1979 działała w skrajnie lewicowym katalońskim ugrupowaniu PSUC. Później związała się z Hiszpańską Socjalistyczną Partią Robotniczą (PSOE). W latach 1994–1996 była sekretarzem stanu w ministerstwie sprawiedliwości. W 1996 po raz pierwszy wybrana na posłankę do Kongresu Deputowanych. Do izby niższej hiszpańskiego parlamentu uzyskiwała reelekcję w kolejnych wyborach w 2000, 2004 i 2008.
Od kwietnia 2004 do października 2010 sprawowała urząd wicepremiera (jako pierwsza kobieta w historii Hiszpanii) oraz ministra ds. prezydencji (szefa kancelarii premiera) i rzecznika prasowego rządu w dwóch gabinetach José Luisa Rodrígueza Zapatero. Została następnie powołana w skład Rady Stanu, konstytucyjnego organu o kompetencjach doradczych. W 2018 objęła funkcję przewodniczącej tej instytucji.